# پدهانا گجر
پدهانا گجر (به انگلیسی: Padhana Gujar) یک شهر در پاکستان است که در اسلام‌آباد واقع شده‌است. پدهانا گجر ۱۱۷٬۵۳۵ نفر جمعیت دارد و ۴۸۰ متر بالاتر از سطح دریا واقع شده‌است.